# Typhochrestus paradorensis
Typhochrestus paradorensis là một loài nhện trong họ Linyphiidae.
Loài này thuộc chi Typhochrestus. Typhochrestus paradorensis được Jörg Wunderlich miêu tả năm 1987.